# 기동역
기동역(Gidong station, 奇洞驛)은 옛 장항선의 역이었다. 2006년 6월 23일에 폐역되었다. 폐역 후 승강장 터가 남아 있었으나 국도 제4호선 확장 공사로 인해 이마저도 사라졌다.

## 역사
- 1930년 10월 22일 : 간이정류장으로 영업 개시[1]
- 1943년 12월 5일 : 폐역
- 1971년 4월 1일 : 임시승강장으로 영업 재개[2]
- 1972년 10월 21일 : 을종승차권 대매소로 변경
- 1990년 1월 1일 : 을종승차권 대매소 폐지
- 1998년 12월 1일 : 장항선 전구간 비둘기호 운행중단
- 2004년 4월 1일 : 장항선 통일호 운행중단
- 2004년 7월 15일 : 여객취급 중지[3]
- 2006년 6월 23일 : 폐역[4]